# Stenobothrus pyrenaeus
Stenobothrus pyrenaeus is een rechtvleugelig insect uit de familie veldsprinkhanen (Acrididae). De wetenschappelijke naam van deze soort is voor het eerst geldig gepubliceerd in 1887 door Saulcy.